# Danish Audiophile Loudspeaker Industries (DALI)
DALI это аббревиатура, расшифровывающаяся как Danish Audiophile Loudspeaker Industries — датский производитель акустических систем. Компания основана в 1983 году Питером Лингдорфом. 
Акустические системы DALI традиционно распространены в основном в Скандинавии, но также популярны, например, в России. По состоянию на 2011 год продукцию DALI представляли дистрибуторы в более чем 65 странах.
На фабрике в датском городе Нёрагер выпускаются не только акустические системы, но также изготавливаются динамические головки для моделей АС. Кроме того, имеются производственные мощности в Китае. На каждой колонке проставляется подпись сборщика для отслеживания уровня производства.
В 2012 г. компания представила свою новую разработку — магнитную систему с линейным приводом (Linear Drive Magnet System), использующую магнито-мягкие компаунды (SMC), снижающие нелинейные магнитные искажения. Изначально эта технология была реализована в акустике серии Epicon.

## Важные даты
- 1983 - основание компании DALI
- 1986 - переезд на новые производственные площади в датском городе Nørager, Hobro
- 1987 - запуск в производство первых моделей АС: DALI 40 и DALI 40 SE
- 1990 - начало экспорта
- 1996 - представлена модель MegaLine - передовая референсная акустика DALI
- 2001 - расширение международных операций и открытие офиса продаж продукции DALI в Германии
- 2002 - представлена серия Euphonia
- 2004 - начато производство АС серий Helicon и Concept
- 2005 - открытие офиса продаж продукции DALI в Великобритании
- 2006 - начато производство АС серии Mentor; экспорт акустики DALI более чем в 50 стран
- 2007 - начато производство АС серии Helicon MK2
- 2008 - начато производство АС серий Motif LCR, Helicon 400 LE 25th и Lektor
- 2009 - представлена первая акустика, встраиваемая в потолок; Kompas 6M из семейства Phantom
- 2010 - представлена серия акустики Ikon MK2; колонки Ikon 6 MK2 удостоились международной награды EISA и титула "European Loudspeaker 2010-2011"; запуск в производство квадратичной колонки Phantom Lektor
- 2011 - начат выпуск совершенно новых продуктов DALI; весной представлены Fazon F5 (премия EISA за лучший продукт в аудиодизайне 2011-2012) и серия колонок Zensor; продукты DALI распространяются в 65 странах
- 2012 - представлена новая магнитная система с линейным приводом (Linear Drive Magnet System), использующая магнито-мягкие компаунды (SMC); начато производство инновационной референсной линии акустики Epicon (модель Epicon 8 получила награду EISA как лучший продукт в High End аудио за 2012-2013 гг.)
- 2013 - начато производство активной портативной акустической Bluetooth-системы — Kubik Free + Xtra (удостоена премии EISA)
- 2014 - начато производство АС серии Rubicon с технологией SMC, унаследованной от серии Epicon и сабвуферов; семейство Kubik пополнилось моделью Kubik One
- 2017 - начато производство АС серии Spektor
- 2018 - начато производство АС серии Oberon, позиционируемых как недорогие системы с технологией SMC
- 2019 - начато производство первых наушников фирмы — IO-4 и IO-6

Ссылки
- Официальный сайт DALI